# Мелехино (Кадуйский район)
Мелехино — деревня в Кадуйском районе Вологодской области.
Входит в состав Никольского сельского поселения, с точки зрения административно-территориального деления — в Никольский сельсовет.
Расположена на правом берегу реки Шулма. Расстояние по автодороге до районного центра Кадуя — 32 км, до центра муниципального образования села Никольское — 8 км. Ближайшие населённые пункты — Бузыкино, Занино, Калинниково, Лыковская, Михайловская, Постниково, Семеновская, Тарасовская, Терпеново, Ципелево.
По переписи 2002 года население — 13 человек.